# Richardménil
Richardménil és un municipi francès situat al departament de Meurthe i Mosel·la i a la regió del Gran Est. L'any 2007 tenia 2.575 habitants.

## Demografia

### Població
El 2007 la població de fet de Richardménil era de 2.575 persones. Hi havia 988 famílies, de les quals 172 eren unipersonals (52 homes vivint sols i 120 dones vivint soles), 396 parelles sense fills, 364 parelles amb fills i 56 famílies monoparentals amb fills.
La població ha evolucionat segons el següent gràfic:
Habitants censats

### Habitatges
El 2007 hi havia 1.020 habitatges, 995 eren l'habitatge principal de la família, 3 eren segones residències i 22 estaven desocupats. 976 eren cases i 40 eren apartaments. Dels 995 habitatges principals, 893 estaven ocupats pels seus propietaris, 97 estaven llogats i ocupats pels llogaters i 5 estaven cedits a títol gratuït; 3 tenien una cambra, 16 en tenien dues, 47 en tenien tres, 247 en tenien quatre i 682 en tenien cinc o més. 889 habitatges disposaven pel capbaix d'una plaça de pàrquing. A 395 habitatges hi havia un automòbil i a 552 n'hi havia dos o més.

### Piràmide de població
La piràmide de població per edats i sexe el 2009 era:
| Homes | Edats   | Dones |
| ----- | ------- | ----- |
| 0     | 95 o +  | 4     |
| 0     | 90 a 94 | 4     |
| 0     | 85 a 89 | 8     |
| 8     | 80 a 84 | 8     |
| 24    | 75 a 79 | 44    |
| 28    | 70 a 74 | 24    |
| 36    | 65 a 69 | 32    |
| 64    | 60 a 64 | 72    |
| 112   | 55 a 59 | 68    |
| 144   | 50 a 54 | 156   |
| 164   | 45 a 49 | 156   |
| 140   | 40 a 44 | 136   |
| 88    | 35 a 39 | 96    |
| 72    | 30 a 34 | 96    |
| 36    | 25 a 29 | 84    |
| 72    | 20 a 24 | 56    |
| 144   | 15 a 19 | 108   |
| 148   | 10 a 14 | 132   |
| 132   | 5 a 9   | 68    |
| 60    | 0 a 4   | 60    |

## Economia
El 2007 la població en edat de treballar era de 1.853 persones, 1.289 eren actives i 564 eren inactives. De les 1.289 persones actives 1.208 estaven ocupades (614 homes i 594 dones) i 81 estaven aturades (44 homes i 37 dones). De les 564 persones inactives 245 estaven jubilades, 226 estaven estudiant i 93 estaven classificades com a «altres inactius».

### Ingressos
El 2009 a Richardménil hi havia 985 unitats fiscals que integraven 2.525 persones, la mediana anual d'ingressos fiscals per persona era de 23.608 €.

### Activitats econòmiques
Dels 87 establiments que hi havia el 2007, 1 era d'una empresa extractiva, 1 d'una empresa alimentària, 1 d'una empresa de fabricació de material elèctric, 4 d'empreses de fabricació d'altres productes industrials, 11 d'empreses de construcció, 17 d'empreses de comerç i reparació d'automòbils, 9 d'empreses de transport, 3 d'empreses d'hostatgeria i restauració, 1 d'una empresa d'informació i comunicació, 7 d'empreses financeres, 8 d'empreses immobiliàries, 9 d'empreses de serveis, 12 d'entitats de l'administració pública i 3 d'empreses classificades com a «altres activitats de serveis».
Dels 16 establiments de servei als particulars que hi havia el 2009, 1 era un taller de reparació d'automòbils i de material agrícola, 2 guixaires pintors, 3 lampisteries, 1 electricista, 3 empreses de construcció, 1 perruqueria, 2 restaurants, 2 agències immobiliàries i 1 saló de bellesa.
Dels 4 establiments comercials que hi havia el 2009, 1 era una gran superfície de material de bricolatge, 1 una botiga de més de 120 m², 1 una botiga de menys de 120 m² i 1 un drogueria.

## Equipaments sanitaris i escolars
L'únic equipament sanitari que hi havia el 2009 era una farmàcia.
El 2009 hi havia 1 escola maternal i 1 escola elemental.

## Poblacions més properes
El següent diagrama mostra les poblacions més properes.